# Cadillac Cyclone
Cadillac Cyclone — концепт-кар, разработанный в 1959 году компанией Cadillac. Серийно не выпускался. В настоящее время автомобиль хранится в коллекции GM Heritage Collection.

## Описание
Cadillac Cyclone — один из последних автомобилей, разработанных Харли Эрлом. В то же время Cyclone стал испытательным полигоном для футуристического дизайна и технологий.
Колёсная база составляла 104 дюйма. Автомобиль имел переднемоторную компоновку, оснащался двигателем объёмом 390 кубических дюймов и независимой подвеской.
Уникальная особенность Cadillac Cyclone — расположение выхлопной системы непосредственно перед передними колёсами. Также автомобиль оборудован системой предотвращения столкновений с использованием радара, датчики которого установлены в двойных «носовых конусах» (англ. nose-cones) спереди автомобиля.
Наиболее заметная стилистическая черта Cyclone — прозрачная куполообразная крыша, покрытая серебром для защиты от ультрафиолетового излучения. Она поднималась автоматически одновременно с открытием дверей с электроприводом.
Дизайн Cyclone был сильно вдохновлён авиационными и ракетными разработками. Первоначально автомобиль имел большие хвостовые плавники (напоминающие автомобили Cadillac 1959 года выпуска), украшенные логотипом подразделения General Motors Air Transport Section (GMATS). К 1964 году размер плавников был уменьшен, а сам логотип был убран, чтобы внешний вид соответствовал стилю моделей Cadillac 1963—1964 годов выпуска.

## Галерея
- Cadillac Cyclone Concept
- Вид спереди
- Вид сбоку
- Интерьер